# Tram SRTO: motrici torpediniera
Le vetture tranviarie serie 300 della SRTO di Roma sono state un gruppo di 61 motrici a due assi bidirezionali entrate in servizio a partire dal 1903, di meccanica simile ai tram a terrazzini gruppo 200, dotate però di una cassa più moderna.

## Storia
Già nel 1900, dopo soli cinque anni di servizio, le vetture a terrazzini avevano dato piena prova dei loro limiti, specie nei servizi speciali per l'anno santo. Rigide, lente a causa del freno di servizio manuale, scarsamente illuminate con due sole lampade interne, erano state all'origine di un gran numero di reclami. La SRTO, che in base ai privilegi del monopolio non può migliorare oltre un certo limite i propri servizi, pone rimedio alla questione commissionando 50 nuovi tram di meccanica uguale alle precedenti terrazzini dotati però di una cassa completamente chiusa, di linea talmente moderna da far loro vale il soprannome "torpediniera".

## Meccanica
È la stessa delle motrici gruppo 200.

## Equipaggiamento elettrico
In origine le torpediniere adottano 2 motori GE54 da 25 CV e il controller tipo K10 delle 200. Quando le vetture sono passate definitivamente all'azienda municipale nel suo parco si trovano 48 motrici, delle quali 16 con 2 motori GE54 e 33 con 2 motori GE49 da 40 CV. Dopo il 1913 la SRTO elimina da alcune motrici il primitivo controller K10 sostituendolo col più affidabile Dick, Kerr K3, adottato dall'azienda municipale sulla seconda serie dei propri tram.
La presa di corrente originaria, come su tutto il materiale motore SRTO, è a trolley a rotella. Le vetture sono successivamente dotate, in via sia temporanea che definitiva, di archetto strisciante per la circolazione sulle tratte municipali.

## Impianto freni
È lo stesso delle motrici gruppo 200.

## Servizio
Le torpediniera hanno circolato dal 1903 al 1930. Dopo la riforma tranviaria del 1930 ne circolano ancora una decina, radiate entro il marzo 1931.

## Riepilogo dati
| Vetture                                                                    | Vetture | Anno      | Costruttore | Truck | Lungh. (m) | Passo (mm) | Motori     | Pot. (CV) | Freni |
| 297                                                                        | 1       | 1902      | Tabanelli   | White | 7800       | 1800       | GE54 GE249 | 2 × 25    | M A R |
| 298-319                                                                    | 22      | 1903      | Benvenuti   | White | 7800       | 1800       | GE54 GE249 | 2 × 25    | M A R |
| 320-331                                                                    | 12      | 1904 1907 | Tabanelli   | White | 7800       | 1800       | GE54 GE249 | 2 × 25    | M A R |
| 332-351                                                                    | 20      | 1904 1907 | Meridionali | White | 7800       | 1800       | GE54 GE249 | 2 × 25    | M A R |
| 362-367                                                                    | 6       | 1904 1907 | Tabanelli   | White | 7800       | 1800       | GE54 GE249 | 2 × 25    | M A R |
| Freni: R, elettrico reostatico; A, pattini a comando meccanico; M, a mano. |         |           |             |       |            |            |            |           |       |

## Numerazione
Le vetture sono numerate a seguito delle 200, partendo quindi da 297. La serie è interrotta dalle dieci vetture Ringhoffer 352-361, e quindi la numerazione esatta è 297-351, 362-367. Col passaggio all'azienda municipale ai numeri originari viene anteposto il prefisso 1.